# Vrnogračka Slapnica
Vrnogračka Slapnica es un pueblo de la municipalidad de Velika Kladuša, en el cantón de Una-Sana, Bosnia y Herzegovina.

## Superficie
Posee una superficie de 3,62 kilómetros cuadrados.

## Demografía
Hasta 2013 la población era de 449 habitantes, con una densidad de población de 124,1 habitantes por kilómetro cuadrado.